# Pouytenga
Pouytenga è un dipartimento del Burkina Faso classificato come città, situato nella provincia  di Kouritenga, facente parte della Regione del Centro-Est.
Il dipartimento si compone del capoluogo e di altri 17 villaggi: Belmin, Dassambin, Goghin, Gorbilin, Gorkassinghin, Kalwartenga, Konlastenga, Kourit-Bil-Yargo, Kourityaoghin, Léamtenga, Nimpougo, Noessin, Pelga, Pouytenga-Peulh, Signenoghin, Zaongo e Zoré.